# Џанићи
Џанићи су насељено место у Босни и Херцеговини у општини Коњиц у Херцеговачко-неретванском кантону које административно припада Федерацији Босне и Херцеговине. Према попису становништва из 1991. у насељу је живјело 51 становника.

## Географија
Налазе се на левој обали кањона реке Неретвице, узводно од Коњица.

## Становништво
По последњем службеном попису становништва из 1991. године, у насељу Џанићи живео је 51 становник. Већина становника су били Муслимани.
| Националност       | 1991.       | 1981. | 1971. |
| Муслимани          | 43 (84,31%) |       |       |
| Хрвати             | 7 (13,73%)  |       |       |
| остали и непознато | 1 (1,96%)   |       |       |
| Укупно             | 51          |       |       |